# سرین‌دیزج
سرین‌دیزج یکی از روستاهای استان آذربایجان شرقی است که در دهستان شورکات جنوبی بخش ایلخچی شهرستان اسکو واقع شده‌است.این روستا ۸۷۲ نفر جمعیت دارد.